# Ivan Kožarić

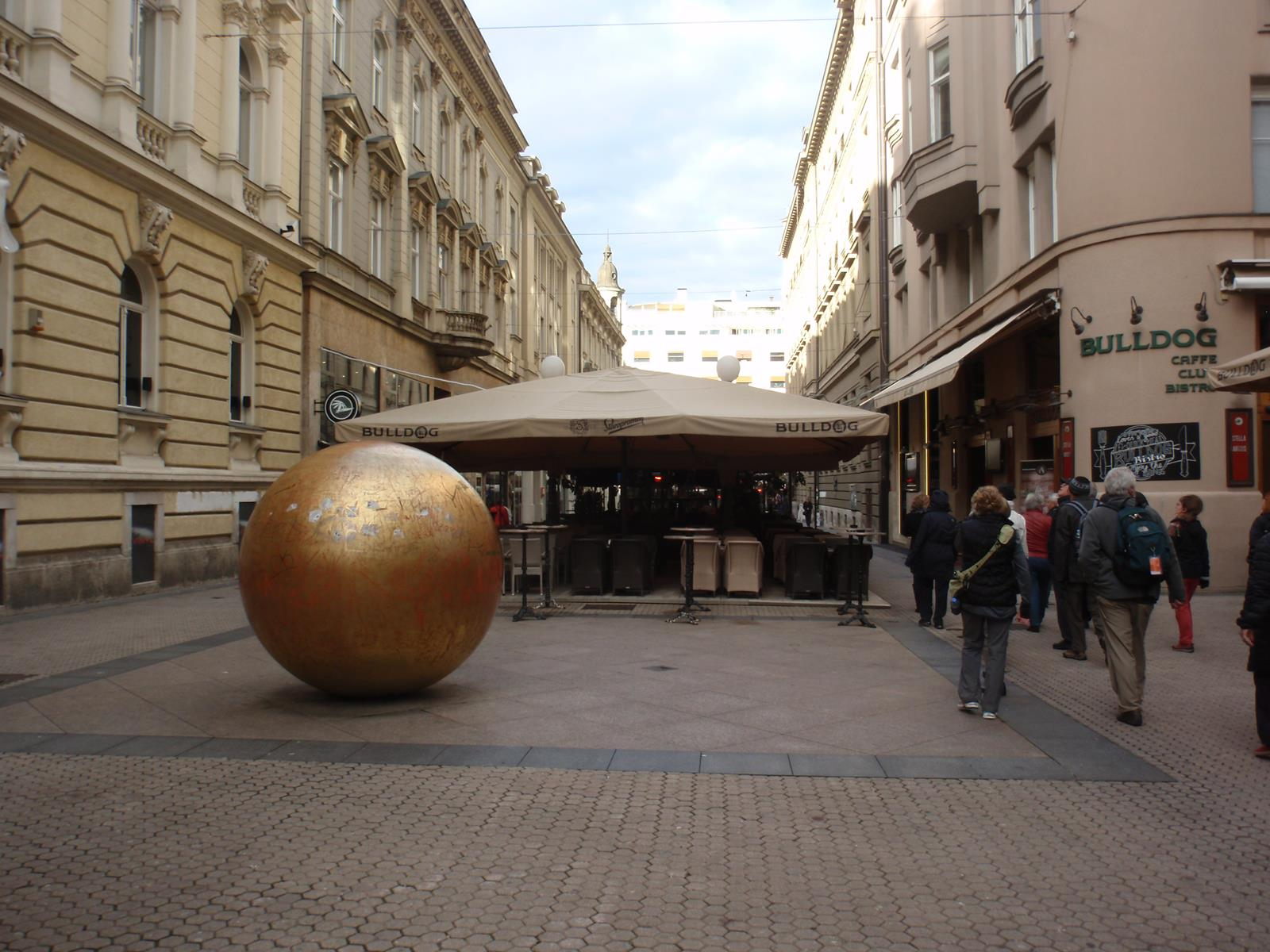
Soleil posé sur terre - Ivan Kožarić

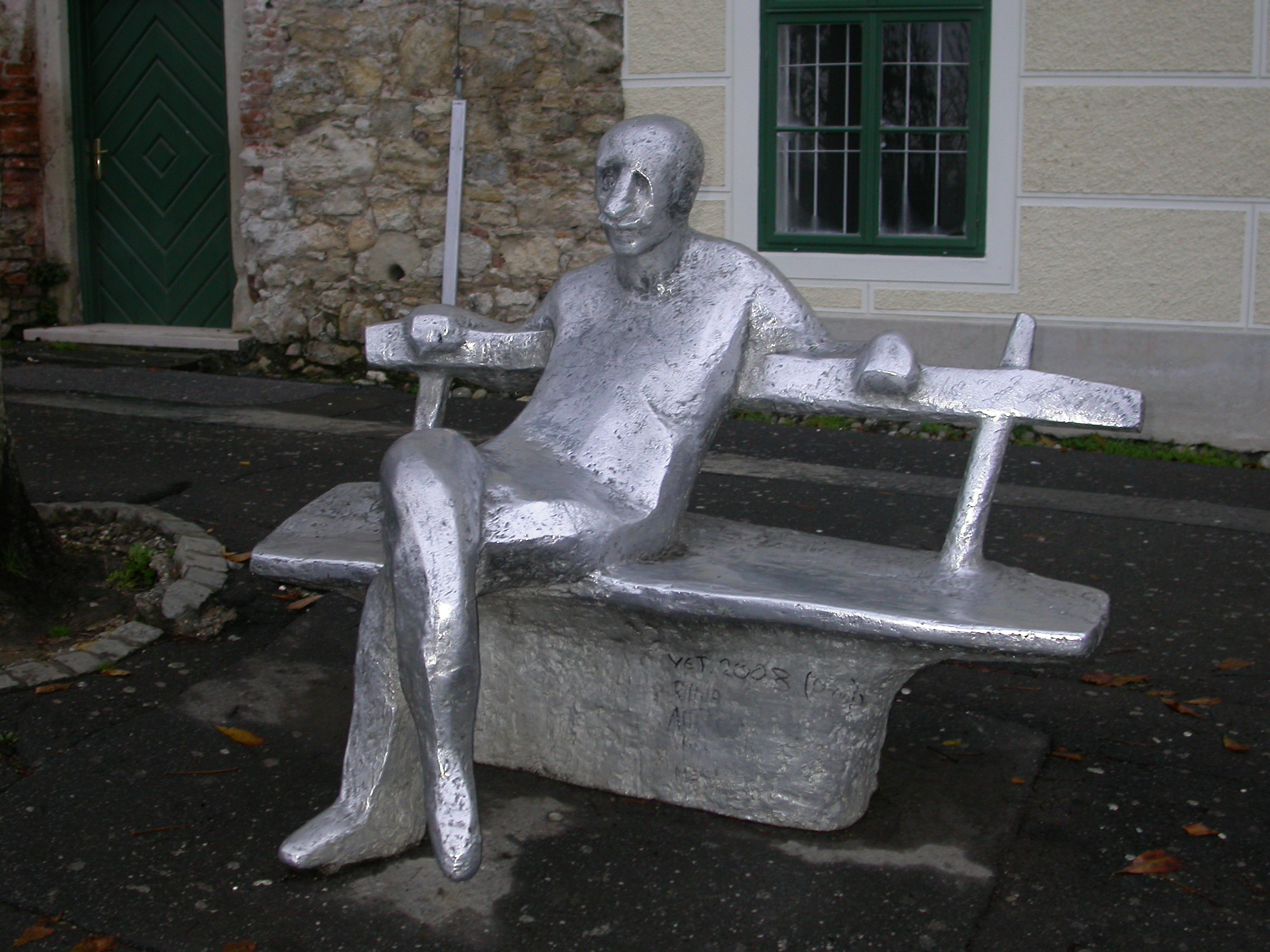
Statue von Antun Gustav Matoš in Zagreb von Ivan Kožarić, 1978

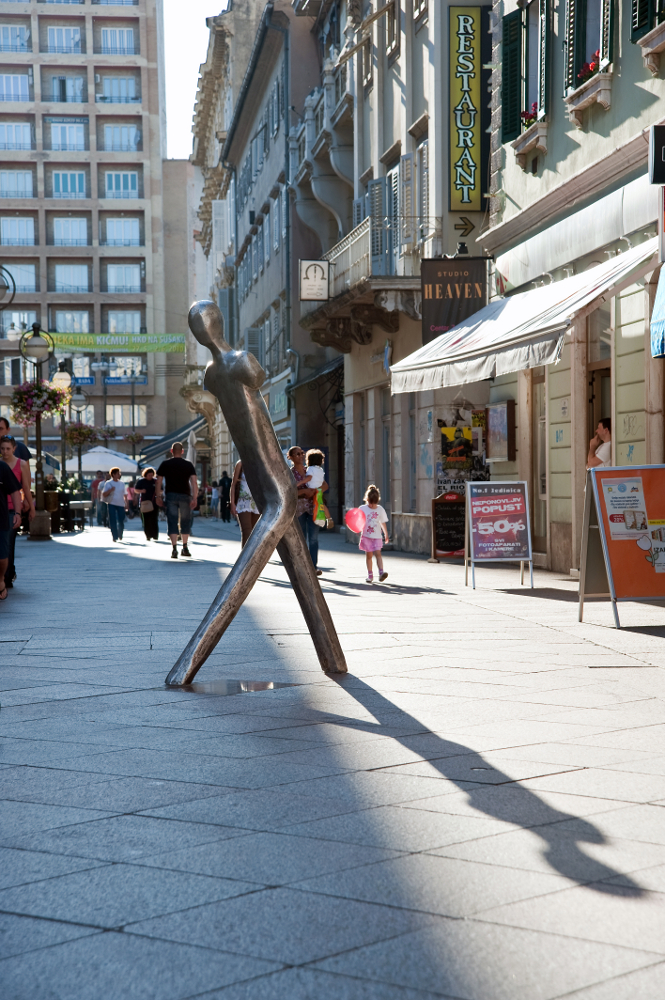
Ivan Kozaric Hodac Korzo Rijeka 090610 2

Ivan Kožarić (* 10. Juni 1921 in Petrinja; † 15. November 2020 in Zagreb) war ein jugoslawischer bzw. kroatischer Bildhauer, der auch in den Bereichen Assemblage, Fotografie, Malerei und Installationen tätig war.

## Werdegang
Kožarić studierte in den späten 1940ern an der Academy of Fine Arts in Zagreb. Er war Mitglied der Gorgona Group, die von 1959 bis 1966 bestand. Weitere Mitglieder waren Mangelos (1921–1987), Miljenko Horvat (1935–2012), Marijan Jevšovar (1922–1998), Julije Knifer (1924–2004), Matko Meštrović (1933), Radoslav Putar (1929–1994), Đuro Seder (1927) und Josip Vaništa (1924).
„Als unabhängiger Denker immer auf der Suche nach der künstlerischen Freiheit, hat Ivan Kožarić fernab von vorherrschenden Stilen und Richtungen ein vielschichtiges, überraschendes und nach wie vor unklassifizierbares Œuvre geschaffen. Gemäß seinem Ausspruch Man muss die Kontinuität des Widerspruchs mit sich selbst immer aufrechterhalten, verweigert sich sein Werk jeder Idee von Linearität und Entwicklung.“

„In dieser trostlosen Atmosphäre [musste man] Diversion und Subversion betreiben ... Dieses furchtbare besserwisserische System, das die Kreativität nicht in Schwung kommen ließ, obwohl es jahrzehntelang beharrlich von der Freiheit des Ausdrucks sprach. Wenn es darum ging, etwas zu realisieren, das wirklich frei und radikal war, wurde nichts daraus, insbesondere wenn es sich, wie bei mir, um 'Nicht-Regimetreue' handelte.“

Ivan Kožarić bespielte zahlreiche Einzelausstellungen. 2002 stellte er im Musée d’art moderne de la Ville de Paris, 2005–2006 im Kunstpavillon Zagreb und 2013 im Haus der Kunst, München, aus. 1976 war Kožarić Teilnehmer der Biennale di Venezia, 1979 der Biennale von São Paulo und 2002 der Documenta11 in Kassel. Er hat mehrere Werke im öffentlichen Raum verwirklicht, zu nennen sind „Landed Sun“ in Zagreb (1971) und „Tree“ in Bochum (1979–1980). Ausgezeichnet wurde er unter anderem 1997 mit dem Vladimir Nazor Award für sein Lebenswerk.
1997 wurde er zum ordentlichen Mitglied der Kroatischen Akademie der Wissenschaften und Künste gewählt.